# Liste der Universitäten in Armenien
Dies ist eine Liste der Universitäten und Hochschulen in Armenien. Sie ist nach dem jeweiligen Gründungsjahr geordnet.

## Staatliche Universitäten und Hochschulen

### In der Hauptstadt Jerewan
| Logo / Bild | Name (deutsch)                                                                     | Gründungsjahr                             |
| ----------- | ---------------------------------------------------------------------------------- | ----------------------------------------- |
|             | Staatliche Universität Jerewan                                                     | 1919                                      |
|             | Nationale Universität für Architektur und Bauwesen Armeniens                       | 1921                                      |
|             | Staatliche Medizinische Universität Jerewan "Mkhitar Heratsi"                      | 1922                                      |
|             | Armenische Staatliche Pädagogische Universität "Chatschatur Abowjan"               | 1922                                      |
|             | Staatliches Konservatorium Jerewan "Komitas"                                       | 1923                                      |
|             | Armenische Nationale Landwirtschaftsuniversität                                    | 1930                                      |
|             | Staatliches Institut für Theater und Kinematographie Jerewan                       | 1944                                      |
|             | Armenisches Staatliches Institut für Körperkultur und Sport                        | 1945                                      |
|             | Staatliche Kunstakademie Armeniens                                                 | 1946                                      |
|             | Armenische Staatliche Wirtschaftsuniversität                                       | 1930, als Volkswirtschaftl. Institut 1975 |
|             | Nationale Polytechnische Universität Armeniens                                     | 1933 als Polytechnisches Institut         |
|             | Jerewaner Staatliche W. Brjussow-Universität für Sprachen und Sozialwissenschaften | 1935                                      |
|             | Staatliche Akademie für Krisenmanagement                                           | 1992                                      |
|             | Akademie für öffentliche Verwaltung der Republik Armenien                          | 1994                                      |
|             | Wasgen-Sargsjan-Militärinstitut                                                    | 1994                                      |
|             | Russisch-Armenische Universität                                                    | 1997                                      |
|             | Französische Universität in Armenien                                               | 2000                                      |
|             | Europäische Universität Armeniens                                                  | 2001                                      |
|             | Nationale Universität für Verteidigungsforschung in Armenien                       | 2005                                      |
|             | Akademie des polizeilichen Bildungskomplexes der Republik Armenien                 | 2011                                      |
|             | Französisches Höheres Institut für Ingenieurwissenschaften in Armenien             | 2013                                      |

### Außerhalb Jerewans
| Logo / Bild | Name (deutsch)                                                        | Gründungsjahr |
| ----------- | --------------------------------------------------------------------- | ------------- |
|             | Theologisches Seminar Gevorkian in Etschmiadsin                       | 1874          |
|             | Wasgenische Theologische Akademie auf der Sewaninsel                  | 1897          |
|             | Staatliche Universität Schirak in Gjumri                              | 1934          |
|             | Staatliche Universität Goris                                          | 1967          |
|             | Staatliche Universität Wanadsor                                       | 1969          |
|             | Militärische Luftfahrtuniversität Armenak Chanperjanz bei Nor Hatschn | 1992          |
|             | Staatliche Universität Gawar                                          | 1993          |

### Zweige ausländischer Universitäten in Armenien
| Logo | Name (deutsch)                                                                                                 | Gründungsjahr |
| ---- | --- | ------------- |
|      | Russische Plechanow-Wirtschaftsuniversität, Zweig in Jerewan                                                   | 1999          |
|      | Nationale Wirtschaftsuniversität Ternopil (Ukraine), Wissenschaftliches Bildungszentrum in Jerewan             | 2001          |
|      | Russische Staatliche Universität für Tourismus und Dienstleistungsstudien (RSUTS), Zweig in Jerewan            | 2001          |
|      | Armenisches Institut für Tourismus, Jerewan-Zweig der Russischen Internationalen Akademie für Tourismus (RIAT) | 2002          |
|      | Lomonossow-Universität Moskau (Russland), Zweig in Jerewan                                                     | 2015          |

## Private Universitäten und Hochschulen

### In der Hauptstadt Jerewan
| Logo / Bild | Name (deutsch)                                                                       | Gründungsjahr |
| ----------- | ------------------------------------------------------------------------------------ | ------------- |
|             | Galick-Universität Jerewan                                                           | 1989          |
|             | Hajbusak-Universität Jerewan                                                         | 1990          |
|             | Gladsor-Universität Jerewan                                                          | 1990          |
|             | Mesrop-Maschtoz-Universität Jerewan                                                  | 1990          |
|             | MFB-Akademie für Finanzen Jerewan                                                    | 1990          |
|             | Armenisches Medizinisches Institut                                                   | 1990          |
|             | Awetik-Mkrtschjan-Universität für Wirtschaft und Recht                               | 1990          |
|             | Amerikanische Universität Armeniens                                                  | 1991          |
|             | Urartu-Universität für Praktische Psychologie and Soziologie                         | 1991          |
|             | Universität für Traditionelle Medizin Jerewan                                        | 1991          |
|             | Universität für Internationale Wirtschaftsbeziehungen Jerewan                        | 1991          |
|             | Landwirtschaftliche Universität Jerewan                                              | 1992          |
|             | Medizinische Universität St. Teresa (Jerewan)                                        | 1992          |
|             | Aspat-Veteraneninstitut für Forensische Wissenschaft und Psychologie                 | 1992          |
|             | Anania-Schirakazi-Universität für Internationale Beziehungen                         | 1994          |
|             | Nationale Akademie für Bildende Kunst Jerewan                                        | 1995          |
|             | Internationale Eurasien-Universität                                                  | 1996          |
|             | Nördliche Universität Jerewan                                                        | 1996          |
|             | Jerewan-Universität für Management                                                   | 1996          |
|             | Medizinisches Institut Jerewan namens Mehrabjan                                      | 1996          |
|             | Mowses-Chorenazi-Universität                                                         | 1996          |
|             | Kulturuniversität Jerewan                                                            | 1996          |
|             | Internationales Schulungszentrum für Rechnungswesen Jerewan (Postgraduierte Studien) | 1998          |

### Außerhalb Jerewans
| Logo | Name (deutsch)                                                                | Gründungsjahr |
| ---- | ----------------------------------------------------------------------------- | ------------- |
|      | Fortschritt-Universität Gjumri                                                | 1990          |
|      | Armenisch-Russische Internationale Universität Mchitar Gosch in Wanadsor      | 1995          |
|      | Humanitäres Institut Hrasdan                                                  | 1996          |
|      | Grigor-Lusaworitsch-Universität in Etschmiadsin                               | 1996          |
|      | Wiktor-Hambardsumjan-Lehrerbildungsinstitut Wardenis in Wardenik bei Wardenis |               |

## Historische Institutionen höherer Bildung
| Bild | Name (deutsch)                            | Zeitraum     |
| ---- | ----------------------------------------- | ------------ |
|      | Akademie des Magistros im Kloster Sanahin | 10.–11. Jhd. |
|      | Universität von Gladsor                   | 13.–14. Jhd. |
|      | Universität von Tatew im Kloster Tatew    | 14.–15. Jhd. |